# Bistum Ji’an
Das Bistum Ji’an (lat.: Dioecesis Chinganensis) ist ein römisch-katholisches Bistum mit Sitz in Ji’an in der Volksrepublik China.

## Geschichte
Papst Leo XIII. gründete das Apostolische Vikariat Südjiangxi am 19. August 1879 aus Gebietsabtretungen des Apostolischen Vikariats Jiangxi. Am 25. August 1920 nahm es den Namen, Apostolisches Vikariat Kingan, an.
Am 3. Dezember 1924 nahm es den Namen Apostolisches Vikariat Kianfu an. Mit der Apostolischen Konstitution Quotidie Nos wurde es am 11. April 1946 zum Bistum erhoben.

## Ordinarien

### Apostolische Vikare von Südjiangxi
- Adrien-François Rouger CM (19. August 1879–31. März 1887 gestorben)
- Jules-Auguste Coqset CM (29. Juni 1887–3. Mai 1907, dann Apostolischer Vikar von Südwestzhili)
- Nicola Cicero CM (3. Juli 1907–25. August 1920)

### Apostolischer Vikar von Kingan
- Nicola Cicero CM (25. August 1920–3. Dezember 1924)

### Apostolische Vikare von Kianfu
- Nicola Cicero CM (3. Dezember 1924–15. Oktober 1931, emeritiert)
- Gaetano Mignani CM (15. Oktober 1931–11. April 1946)

### Bischof von Ji’an
- Gaetano Mignani CM (11. April 1946–29. Januar 1973)
- Sedisvakanz (29. Januar 1973 – 26. Juli 2005)
- Anthony Dan Mingyan (seit dem 26. Juli 2005)